# A Woman's Face
 A woman's face és una pel·lícula en blanc i negre estatunidenca, estrenada el 1941. Dirigida per George Cukor i protagonitzada per Joan Crawford, Melvyn Douglas i Conrad Veidt. El guió va ser escrit per Donald Ogden Stewart i Elliot Paul, basat en l'obra Il était une fois... de Francis de Croisset. Una altra versió de la història, una producció sueca, es va filmar l'any 1938 com a En kvinnas ansikte, protagonitzada per Ingrid Bergman.

## Argument
Explica la història d'Anna Holm, una xantatgista facialment desfigurada, que per la seva aparença, menysprea a tots els que es troba. Quan un cirurgià plàstic corregeix aquesta desfiguració, Anna es veu dividida entre l'esperança de començar una nova vida i un retorn al seu passat fosc. La major part de la pel·lícula s'explica en flashbacks mentre testimonis en una sala d'audiència donen els seus testimonis.

## Repartiment
- Joan Crawford: Anna Holm
- Melvyn Douglas: Dr. Gustaf Segert
- Conrad Veidt: Torsten Barring
- Osa Massen: Vera Segert
- Reginald Owen: Bernard Dalvik
- Albert Bassermann: Cònsol Barring
- Marjorie Main: Emma
- Donald Meek: Herman
- Connie Gilchrist: Christina Dalvik
- Richard Nichols: Lars Erik
- Henry Daniell: El procurador
- George Zucco: L'advocat
- Henry Kolker: El jutge
- Gilbert Emery, Robert Warwick: Els jutges-adjunts

## Galeria

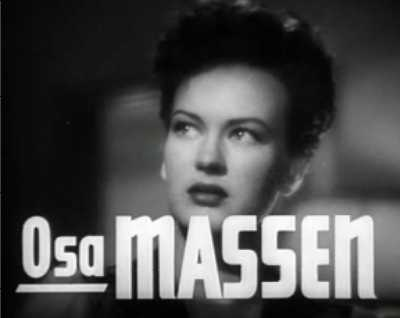
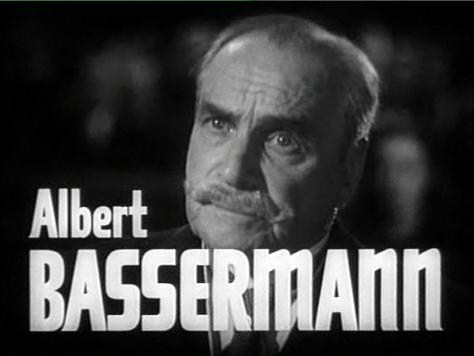
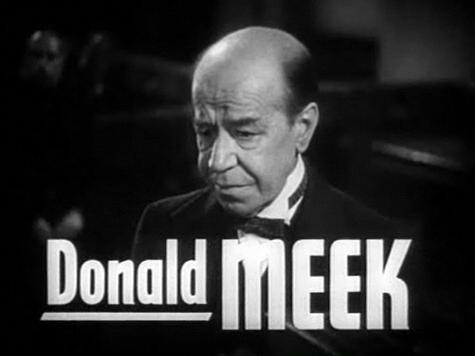